# 新聚脉长足虻属
新聚脉长足虻属（学名：Neomedetera）为长足虻科的一个属。

## 下属物种
本属包括以下物种：
- 膜质新聚脉长足虻 Neomedetera membranacea Zhu, Yang & Grootaert, 2007